# Consolador

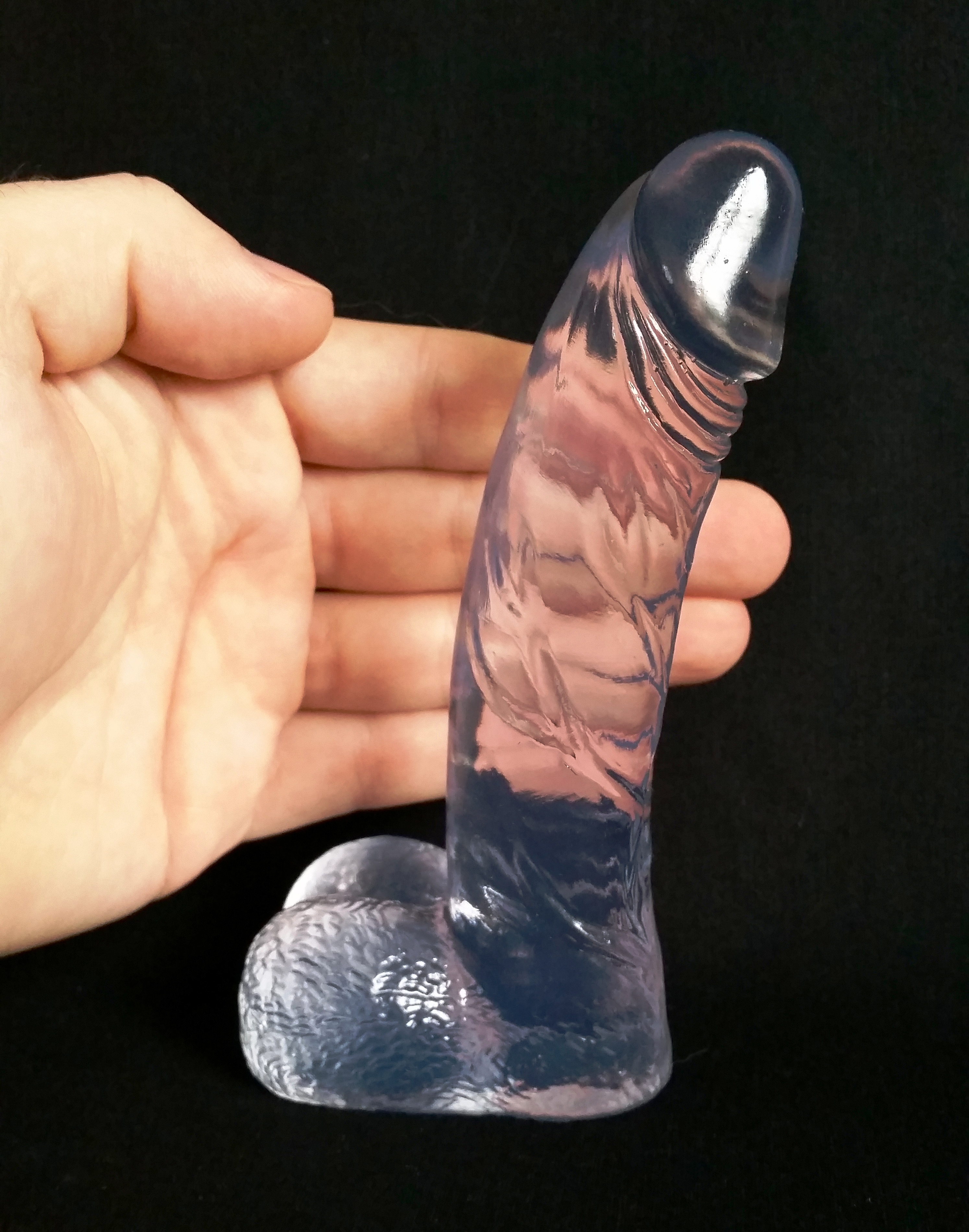
Consolador de silicona.

Un consolador (conocido también por su nombre en inglés: dildo)  es un complemento sexual, generalmente de forma fálica, utilizado tanto en la masturbación como en las relaciones sexuales.

## Historia

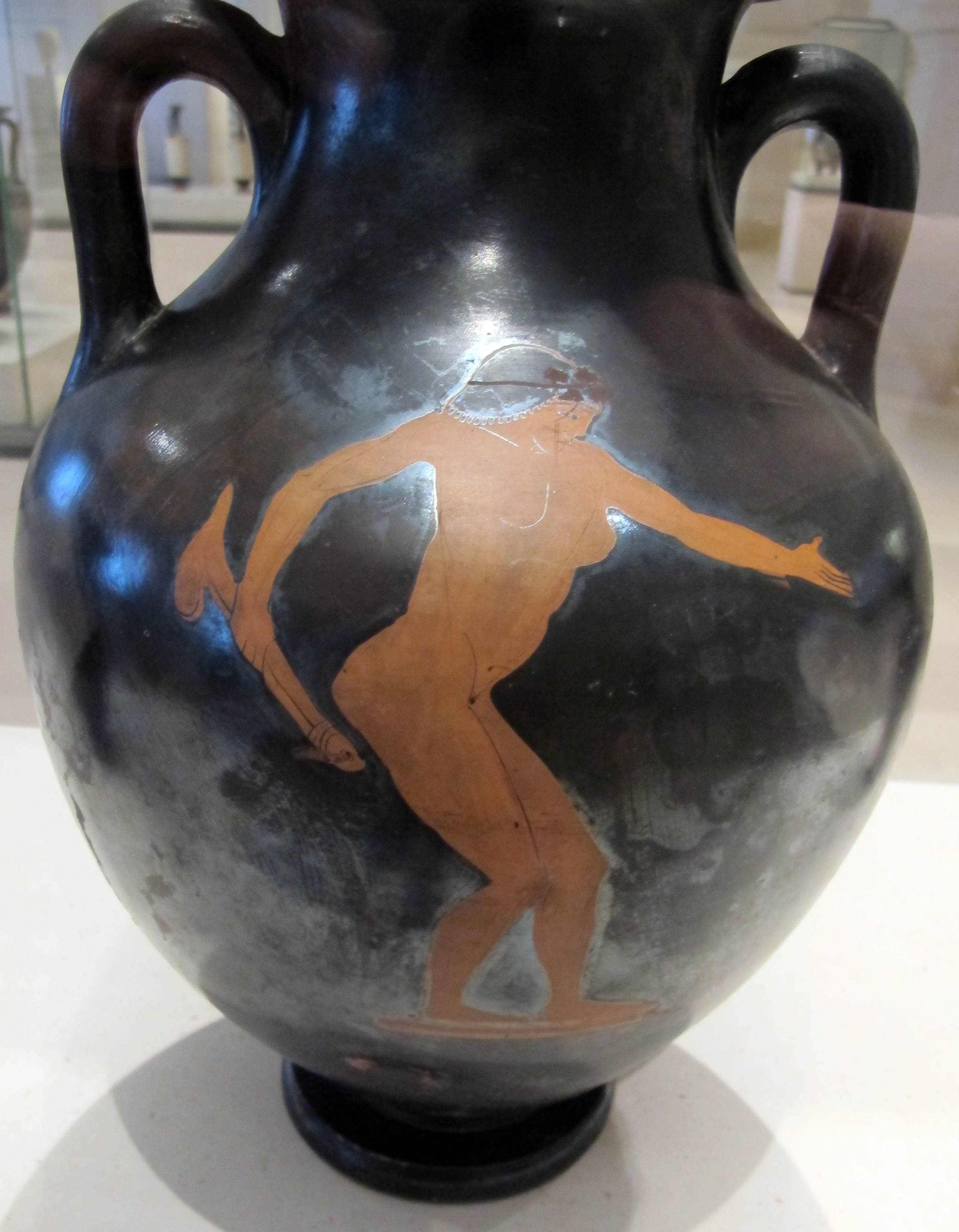
Representación de una mujer con un consolador en cerámica de Grecia Antigua (c. 490).

Se cree que el consolador más antiguo del mundo data del Paleolítico, alrededor del año 26 000 a. C. El objeto, de 20 centímetros de longitud y elaborado con piedra pulida, fue encontrado en el yacimiento de Hohle Fels —cerca de Ulm (Alemania)— por un equipo de arqueólogos de la Universidad de Tubinga liderado por el profesor Nicholas Conard, y se reconstruyó a partir de catorce fragmentos.
La imagen más antigua que referencia inequívocamente el uso de lo que hoy se conoce como consolador es un vaso griego del s. VI a. C. en cuya decoración se ve una mujer inclinada haciendo una felación, mientras otro varón le introduce un consolador.
En otro vaso griego del s. V a. C., se ve una mujer utilizando un consolador. Posiblemente se trataba de olisboi, reproducciones fálicas, a menudo realistas, que se fabricaban en cuero, en piedra o madera talladas.
Las mujeres chinas durante el siglo XV utilizaban consoladores de madera laqueada, con superficies texturizadas.
En 1966 el estadounidense Ted Marche fue el pionero en la manufactura y distribución de consoladores de goma y otros juguetes eróticos.
Actualmente se fabrican modelos de formas, tamaños y texturas variadas, vibradores o no, algunos de ellos destinados a estimular zonas erógenas determinadas.

## Variantes
Existen consoladores con un apéndice basal más corto para estimular el clítoris;  diseños dobles que se pueden emplear  para la penetración vaginal y anal simultáneas; modelos para estimulación rectal, cortos y de forma cónica, llamados tapones anales literalmente ‘tapón para el culo’. Un modelo más largo, dotado de dos puntas, se emplea en la penetración doble.
El modelo guarnecido con un arnés de cintura se conoce por su nombre inglés strap on, ‘atado’ o ‘con correa’; a veces se escribe castellanizado como «estrapón». Pueden también ajustarse al muslo con una correa adecuada, para ser usados en el tribadismo. Otros consoladores se ajustan al mentón para ser usados durante el sexo oral.
Existen otros huecos, a modo de fundas, que se usan como prótesis para alargar el tamaño del pene.